# Acción de reembolso
Se define como la "acción que pertenece al fiador, por derecho propio, emanada del contrato de fianza, por la cual exige al deudor principal la restitución de lo pagado al acreedor, comprendiendo el capital, sus intereses, gastos y perjuicios." Se denomina acción personal o acción de reembolso.
Se llama acción personal en atención a su origen, porque es propia del fiador, a diferencia de la acción subrogatoria en que el fiador ejercita los derechos de su acreedor, cuyo lugar pasa a ocupar, en virtud de la subrogación que en su favor se opera.
Se otorga incluso si la fianza se realizó sin oposición del deudor como agencia oficiosa, es decir sin su consentimiento. 

El fundamento de esta acción proviene del Derecho romano específicamente en el propio mandato cuando la fianza se ha constituido con consentimiento del deudor y en la agencia oficiosa cuando el fiador se ha obligado con ignorancia del deudor.
El fiador que paga parte de la deuda, solamente puede repetir contra el deudor por lo pagado, aun cuando ese pago haya sido motivado por una transacción o remisión parcial acordada con el acreedor.
«Es por esto que la acción de reembolso es una acción indemnizatoria y no puede ser jamás ganancia».
Si el fiador paga más de lo debido, solamente puede repetir contra el deudor por la deuda, ya que en el exceso el deudor no tiene responsabilidad. Esto sin perjuicio de quedar a salvo la acción in rem verso del fiador contra el acreedor.

## Requisitos de la Acción de reembolso
- Que el fiador haya pagado la deuda. Si el acreedor ha condonado o remitido la deuda al fiador en todo o en parte, no podrá repetir contra el deudor por esa cantidad, a menos que el acreedor le haya cedido su acción al efecto.
- Que el pago debe ser útil, es decir capaz de extinguir la obligación.
- Que el fiador no debe estar privado de la acción.
- Que se entable oportunamente, o sea, antes de que prescriba.
- Que se entable contra el deudor principal:
  - En el caso de que haya codeudores solidarios y el fiador los haya afianzado a todos, habrá acción de reembolso contra cada uno de ellos por el total.
  - Si solamente ha afianzado a uno de ellos, solamente podrá repetir contra éste por el total, pero queda a salvo la acción subrogatoria contra los deudores solidarios a quienes no ha afianzado.
  - Si ha afianzado a varios deudores simplemente conjuntos, solamente podrá repetir contra cada uno de ellos por la cuota que a cada cual le corresponda en la deuda.

## Casos en que el fiador está privado de la acción de reembolso
- Cuando ha pagado una obligación natural, y que no se ha validado por la ratificación o por el lapso de tiempo.
- Cuando contrató la fianza contra la voluntad del deudor, salvo que el pago haya extinguido la

obligación.
- Cuando el fiador no da aviso del pago y el deudor paga.